# Вюльферсгаузен
Вюльферсгаузен (нім. Wülfershausen) — громада в Німеччині, розташована в землі Баварія. Підпорядковується адміністративному округу Нижня Франконія. Входить до складу району Рен-Грабфельд. Складова частина об'єднання громад Зааль-ан-дер-Заале.
Площа — 18,12 км2. Населення становить 1501 ос. (станом на 31 грудня 2020).

## Галерея

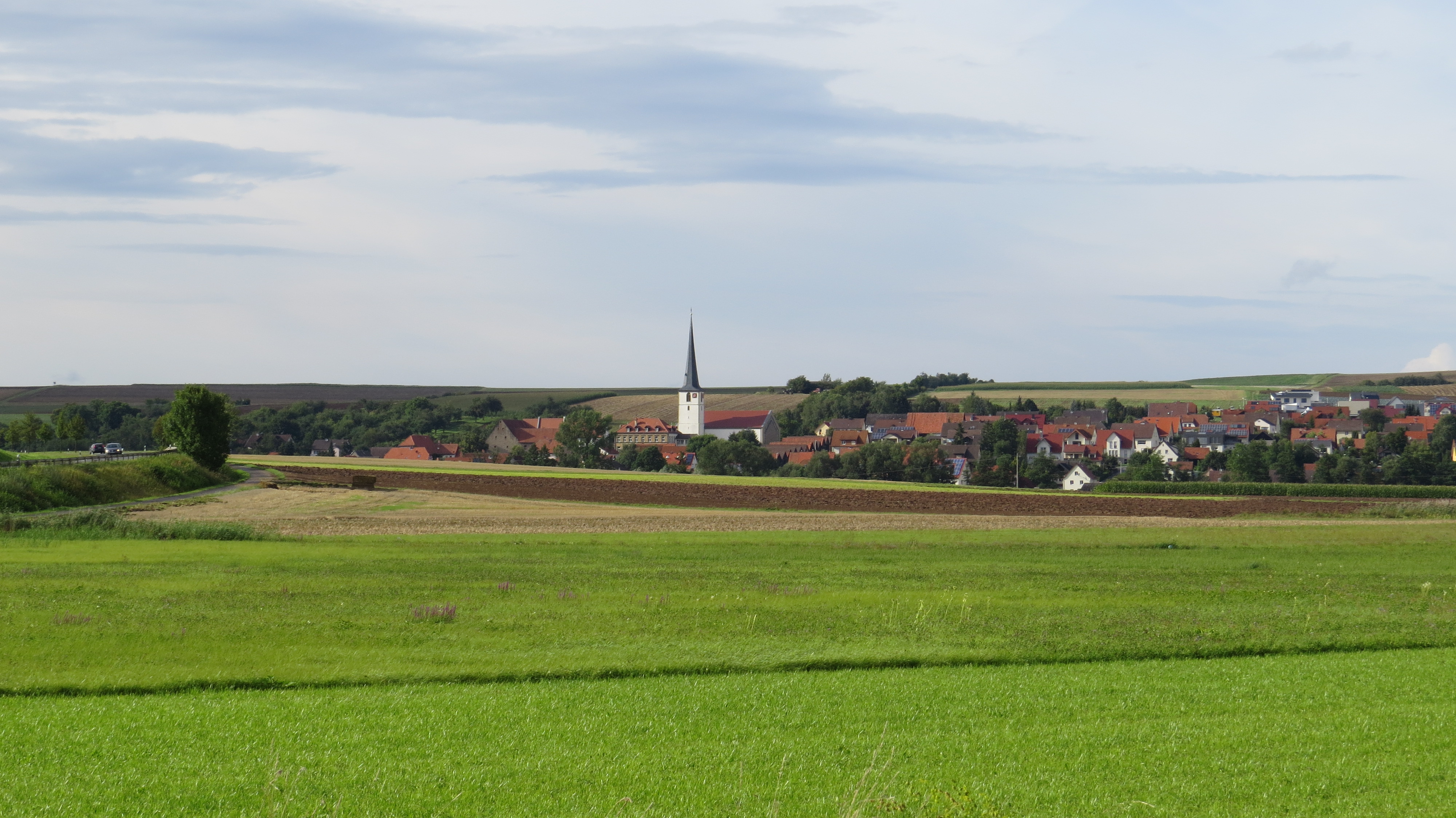
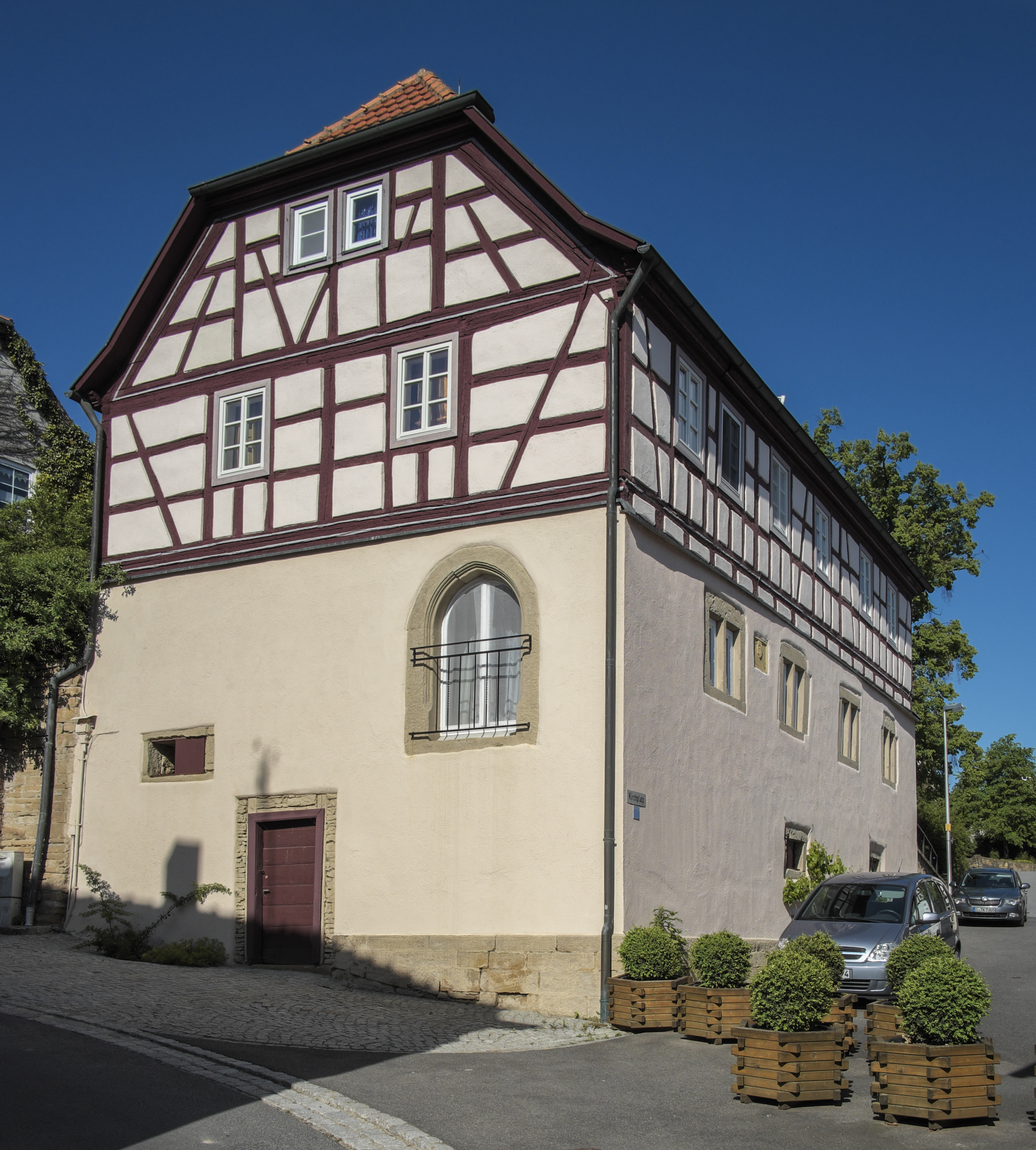
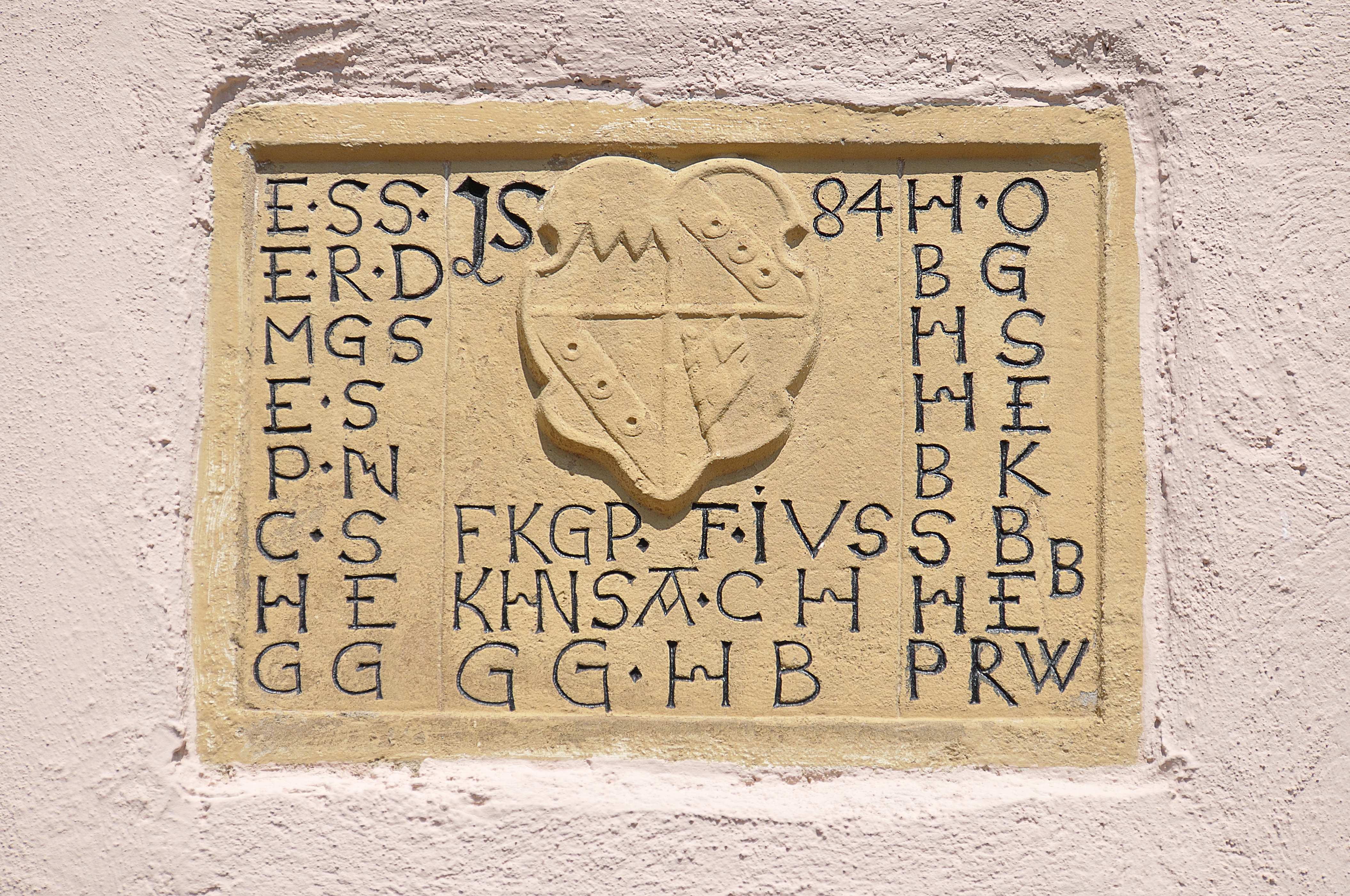
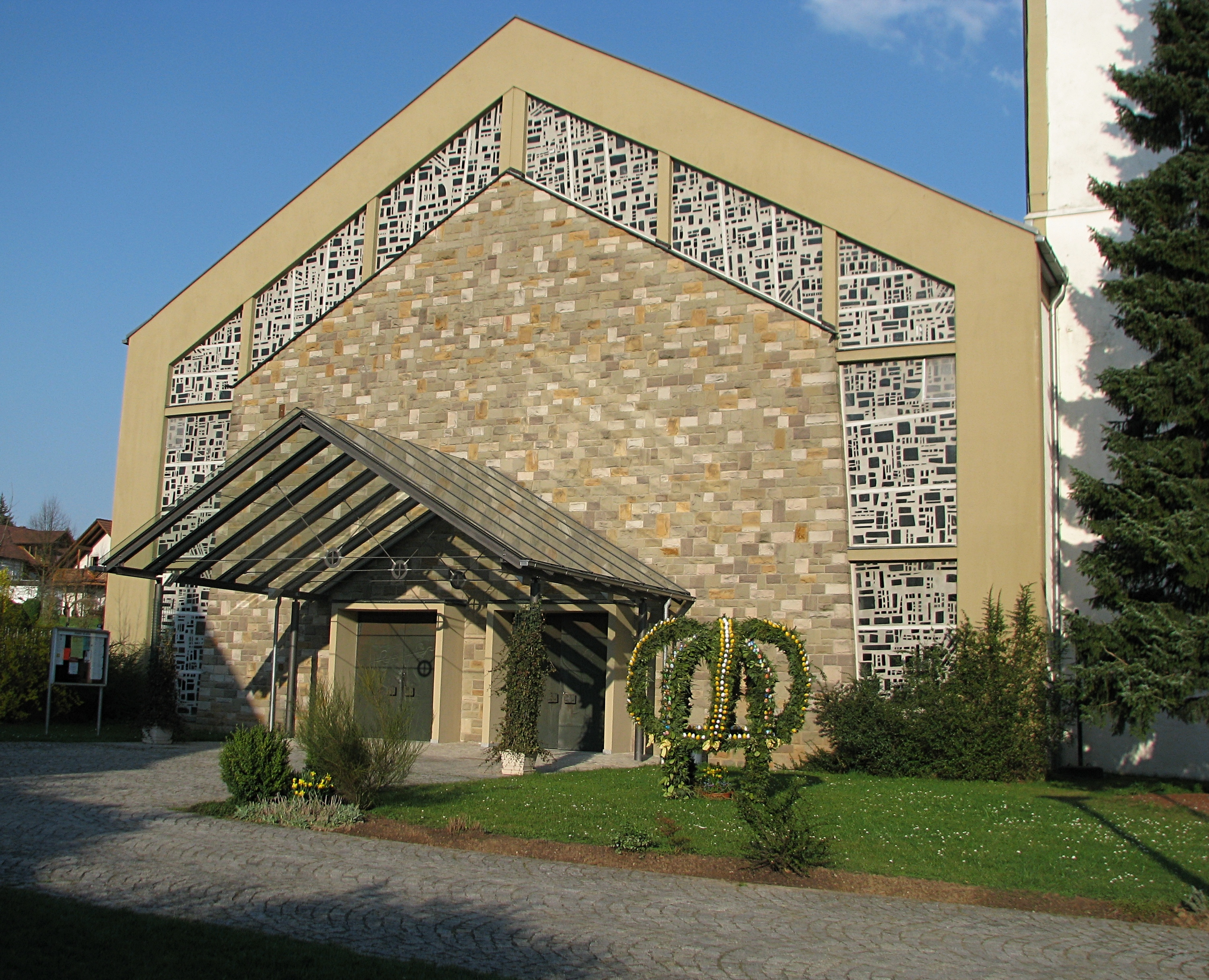
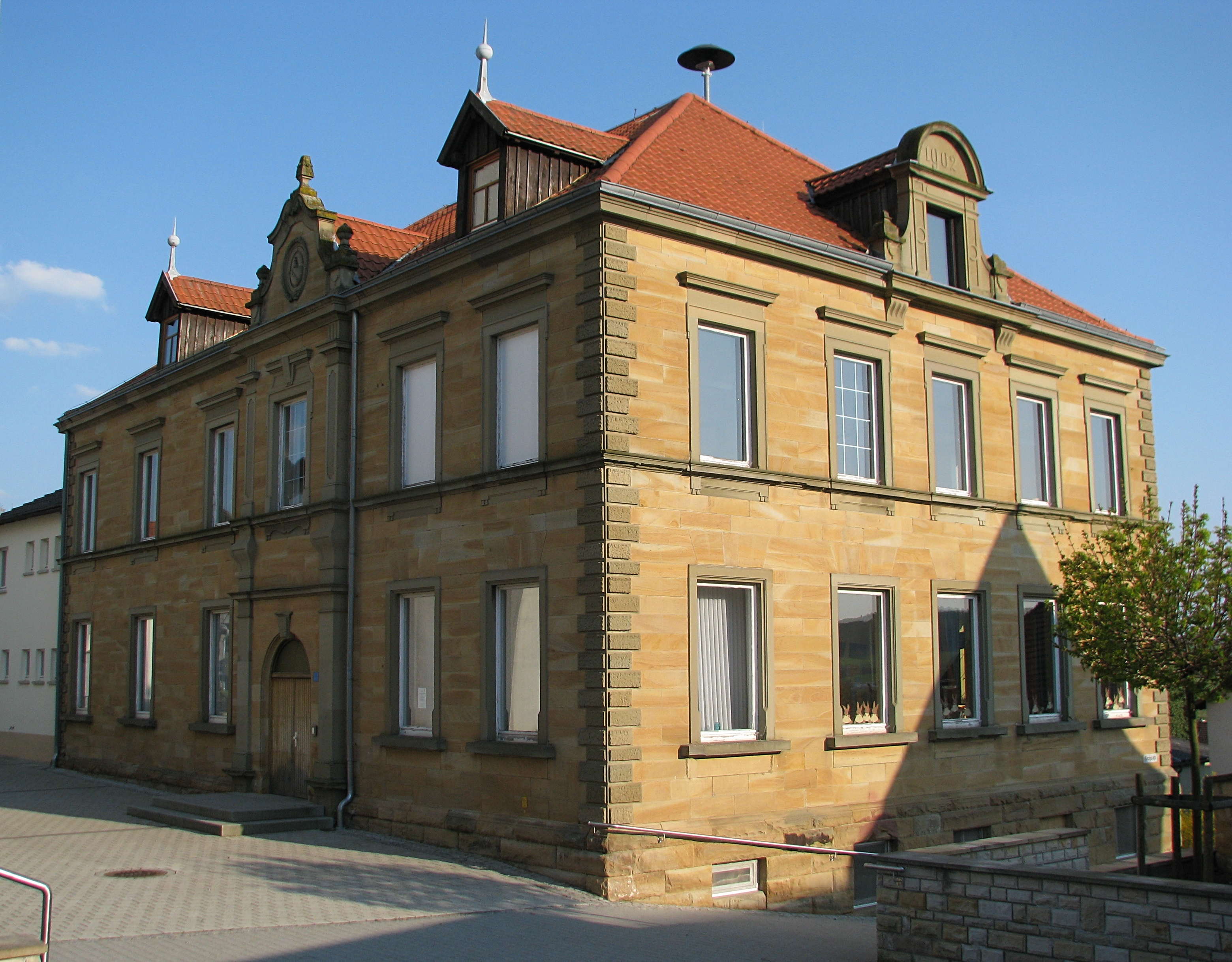
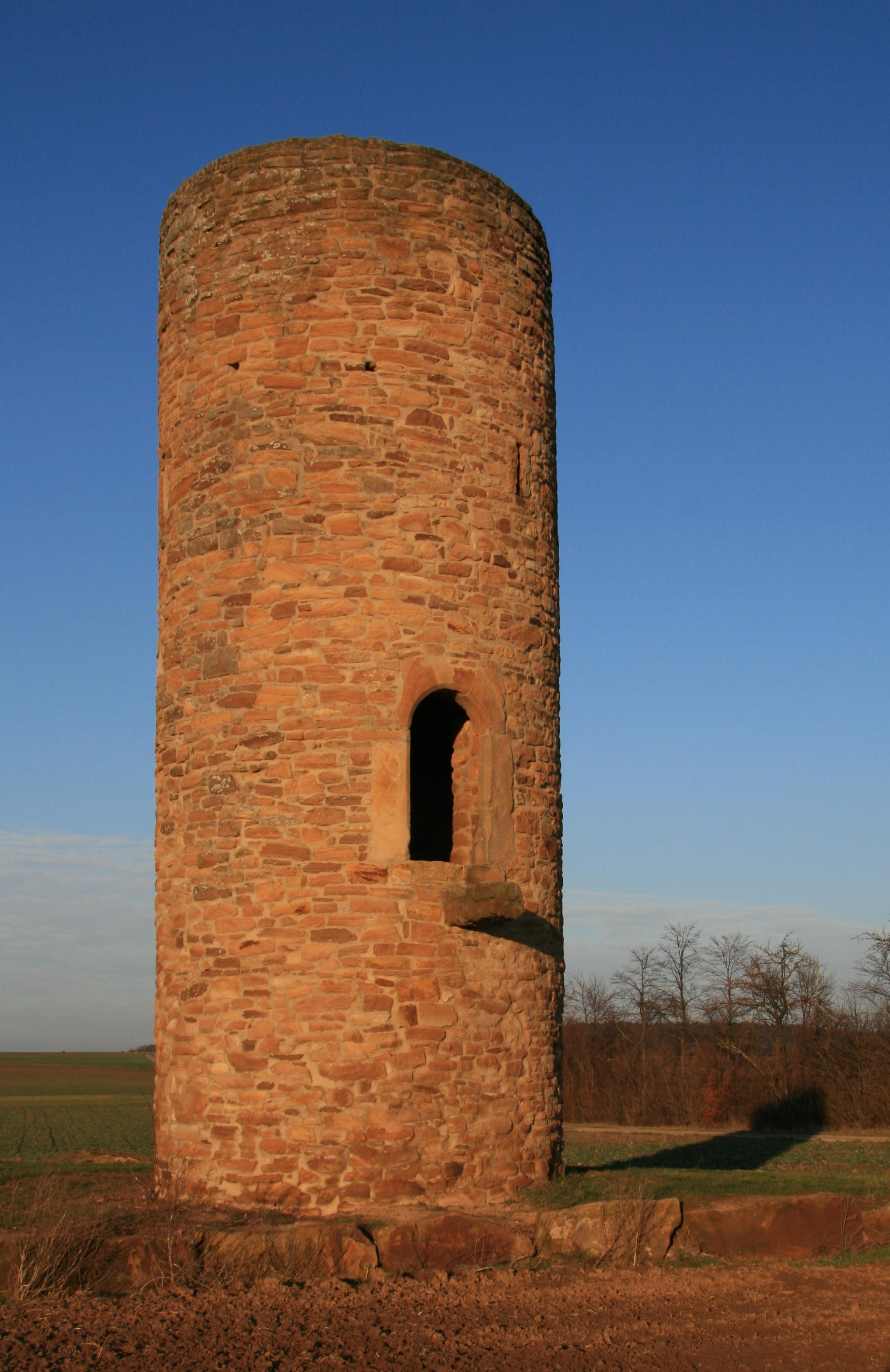